# 슬로 푸드

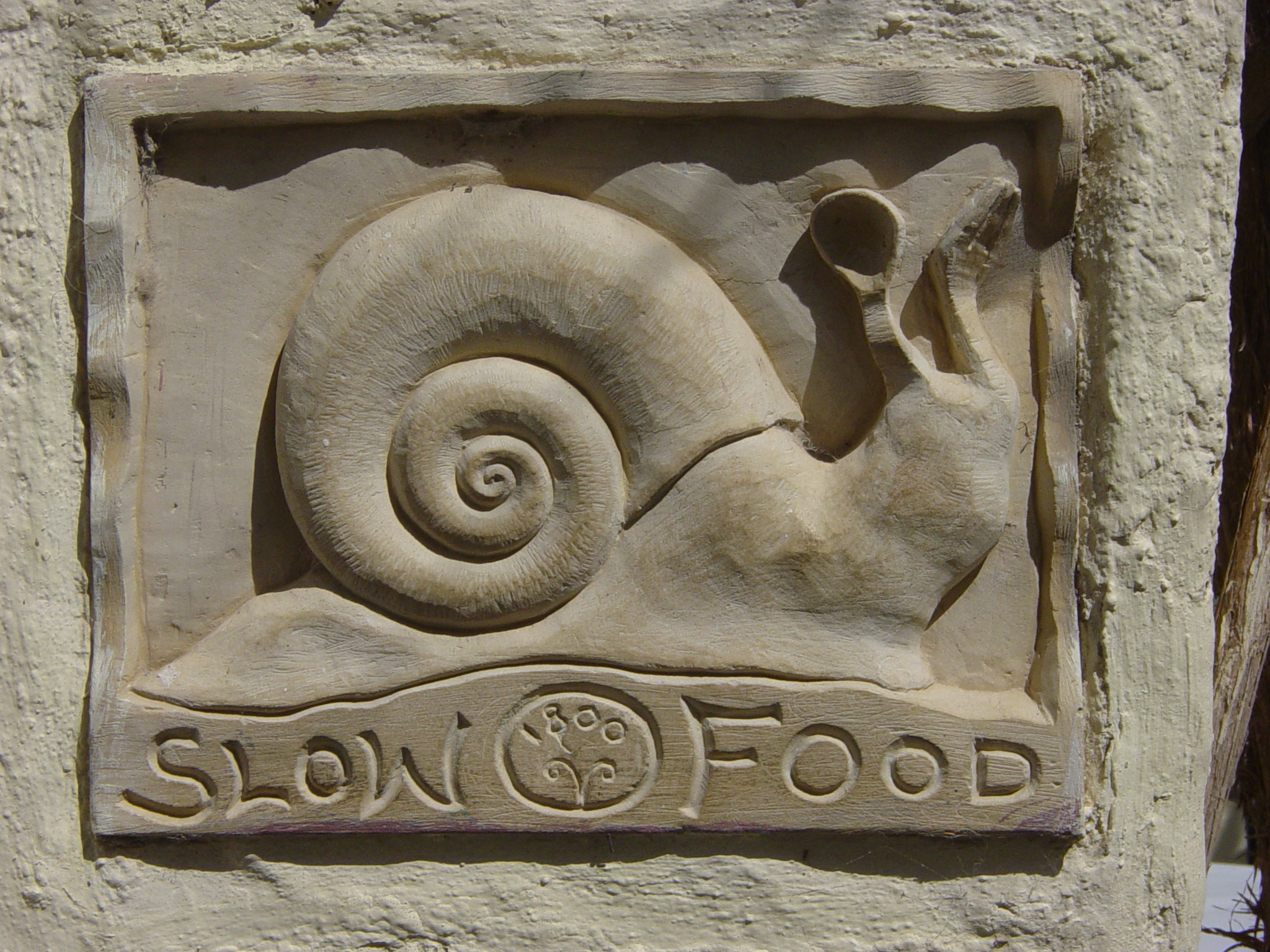
산토리니 식당 간판

슬로 푸드(영어: slow food, 문화어: 완성음식)는 패스트 푸드(fast food)에 대립하는 개념으로, 지역의 전통적인 식생활 문화나 식재료를 다시 검토하는 운동 또는 그 식품 자체를 가리키는 말이다. 자연의 시간에 따라 성장한 제철 유기농식품으로 화학적 조미료를 전혀 사용하지 않고 정성스럽게 만들어 그 음식에 대해 생각하고 음미하며 건강하게 먹고 마시는 전반적인 식습관을 의미하기도 한다.

## ‘슬로푸드 운동’의 발생
‘슬로푸드 운동’이 발생하기 전에 1980년대 중반, 로마의 명소로 알려진 에스파냐 광장에 맥도날드가 문을 열었다. 그러나 여기서 제공하는 패스트푸드가 이탈리아의 식생활 문화를 망친다는 위기를 낳자 슬로푸드 운동으로까지 이어졌다고 한다.
1986년, 이탈리아 북부 피에몬테주의 브라(Bra)의 마을에서 ‘슬로푸드 운동’이 시작되었다. 이때, 고라라는 식생활 문화 잡지의 편집자였던 칼로 페트리니가 이탈리아 아르치(ARCI:여가, 문화 협회)라는 단체의 한 부문으로 "아르치·고라"라는 미국 음식의 모임을 만든 것이 시작이다. 아르치 자체는 120만 명 이상의 회원을 수반하는 ‘풀뿌리’ 이탈리아 문화의 부흥 운동 조직이다. 토착 문화와 관계를 기반으로 하며, 이는 슬로푸드의 이념과 밀접한 관련이 있다.
그래서 ‘슬로푸드 운동’은 ‘안티 맥도날드운동’으로도 불린다. 비만이나 당뇨 등을 일으키는 패스트푸드에 반기를 들고 정성이 담긴 전통음식으로 건강한 먹을거리를 되찾자는 취지다.

## 이념
‘슬로우 푸드 운동’의 이념은 ‘사바란’의 저서가 크게 영향을 주었다. 1989년의 발표에 "사람은 기뻐할 권리가 있다."라는 개념을 발표했으며, 국제 슬로 푸드 협회 설립 대회의 슬로 푸드 선언을 거쳐 국제 운동이 되었다.
1996년의 슬로 푸드 법령에는 구체적인 활동에 있어 다음과 같은 3 가지 지침이 있다.
- 지킴：사라져 가는 우려가 있는 전통적인 식재료나 요리, 질 좋은 식품, 와인(술)을 지킨다.
- 가르침：아이들과 더불어 소비자에게 맛의 교육을 진행시킨다.
- 지지함：질 좋은 재료를 제공하는 생산자(업체)를 지킨다.

그러고 난 뒤에, "미식이란 무엇인가?"라는 질문부터, 전통식, 소박한 식품 재료, 유기농업, 건강에 좋은 것에 관심을 갖게 되면서 사람들의 주목을 끌었다.

## 구분
‘슬로우 푸드 운동’은 ‘슬로시티’와는 구분된다.
‘슬로시티’는 1999년 이탈리아 소도시 오르비에토에서 슬로푸드 먹기와 느리게 살기를 표방하며 시작된 ‘치타슬로(cittaslow)’ 즉 슬로시티(slow city) 운동에서 비롯됐다. 국제슬로시티연맹의 승인을 얻어야 슬로시티 명칭을 쓸 수 있다.

## 같이 보기
- 유기농업
- 영양분
- 패스트 푸드

## 참고 자료
- 「레저와 웰빙시대의 생활체육」, 웰빙생활의 문화 코드 이해, 심창섭 저, 홍경(2004년, 114~117p)
- 「우리가 꼭 알아야 할 음식에 관한 47가지 진실」, 슬로우푸드 - 음식을 사랑하는 법, 크레이그 샘스 저, 이경식 역, 휴먼앤북스(2005년, 32~37p)
- 「웰빙 식품이야기」, 슬로우푸드(slow food), 정용진 저, 계명대학교출판부(2007년, 107~115p)